# Omar Johnson
Omar Johnson (ur. 25 listopada 1988) – jamajski lekkoatleta specjalizujący się w biegach sprinterskich.
Srebrny medalista biegu na 400 metrów podczas mistrzostw Ameryki Środkowej i Karaibów (2013). W tym samym roku zdobył srebro w sztafecie 4 × 400 metrów na mistrzostwach świata w Moskwie. Medalista mistrzostw Jamajki.

## Osiągnięcia
| Rok  | Impreza                                  | Miejsce | Konkurencja             | Lokata     | Wynik   |
| ---- | ---------------------------------------- | ------- | ----------------------- | ---------- | ------- |
| 2013 | Mistrzostwa Ameryki Środkowej i Karaibów | Morelia | bieg na 400 metrów      | 2. miejsce | 45,67   |
| 2013 | Mistrzostwa Ameryki Środkowej i Karaibów | Morelia | sztafeta 4 × 400 metrów | 5. miejsce | 3:03,69 |
| 2013 | Mistrzostwa świata                       | Moskwa  | bieg na 400 metrów      | półfinał   | 45,89   |
| 2013 | Mistrzostwa świata                       | Moskwa  | sztafeta 4 × 400 metrów | 2. miejsce | 2:59,88 |

## Rekordy życiowe
- Bieg na 200 metrów – 20,53 (2014)
- Bieg na 400 metrów – 45,42 (2014)